# Lipská hora
Lipská hora este o arie protejată (arie specială de conservare — SAC, sit de importanță comunitară — SCI) din Republica Cehă întinsă pe o suprafață de 66,02 ha, integral pe uscat.

## Localizare
Centrul sitului Lipská hora este situat la coordonatele 50°30′49″N 13°54′52″E / 50.513611°N 13.914444°E.

## Înființare
Situl Lipská hora a fost declarat sit de importanță comunitară în noiembrie 2009 pentru a proteja un număr necunoscut de specii din flora spontană și fauna sălbatică aflate în arealul zonei. Situl a fost protejat și ca arie specială de conservare în iulie 2012.

## Biodiversitate
Situată în ecoregiunea continentală, aria protejată conține 3 habitate naturale: Pante stâncoase silicioase cu vegetație casmofită, Grohotișuri silicioase medio-europene, la altitudine înaltă, Păduri pe pante, grohotișuri și ravene de Tilio-Acerion.
La baza desemnării sitului se află un număr nedeclarat de specii protejate.